# Honing Hall
Honing Hall est un bâtiment classé Grade II * qui se trouve dans un petit domaine près du village de Honing dans le comté anglais de Norfolk au Royaume-Uni. Il est construit en 1748 pour un riche tisserand de Worstead appelé Andrew Chamber.

## Description
La maison est de plan rectangulaire et construite sur trois étages. La façade orientée au sud comporte cinq travées avec un fronton sur les trois travées centrales. Sculpté dans la pierre incrustée dans le fronton à face de brique se trouve un blason avec des guirlandes. L'entrée principale avant a des colonnes ioniques surmontées d'un fronton dépassant de la ligne de construction à trois baies avant, le toit est recouvert de tuiles vitrées Norfolk noires. L'extension coté Est est attribuée à l'architecte John Soane et fait partie des transformations réalisées sous ses instructions en 1788 et achevées en 1790. Autour du bâtiment au premier étage, Humphry Repton ajoute un embellissement dans ses modifications de 1792. En 1868, une nouvelle aile de service est ajoutée à l'élévation nord sous la direction de l'architecte Richard Phipson. Il déplace également l'escalier d'origine de 1748 dans la nouvelle aile.
À 130 mètres au nord de la salle se trouvent la remise et l'écurie qui sont également classées Grade II. L'écurie est un bâtiment à un étage construit en briques rouges de Norfolk avec un toit en tuiles et a un plan en forme de U. Au centre de l'édifice se dresse un pignon à redents surmonté d'une tour de l'horloge surmontée d'une coupole.

### Jardins
À 150 mètres au sud-ouest de la maison, il y a un jardin clos à trois côtés avec l'élévation sud ouverte. Chacun des trois murs a une entrée voûtée gothique à travers. À l'origine, il y avait des serres adossées le long du mur nord, mais elles ont été démolies. On pense que c'est Repton qui a fait enlever le mur sud dans le cadre de son instruction de raccourcir la profondeur du jardin clos pour ouvrir la vue de son aménagement paysager lorsqu'il est vu depuis le maison.
Les jardins paysagers autour de Honing Hall sont conçus par Humphry Repton en 1792. Il produit l'un de ses remarquables livres rouges de dessins montrant ses idées avant et après. Une grande partie du travail de conception du livre est reprise. Le parc occupe 35 hectares dont la majeure partie se trouve au sud de la maison.

## Histoire
La maison actuelle se dresse sur un terrain qui était autrefois occupé par une colonie ou une maison beaucoup plus ancienne qui se trouvait à une courte distance de l'endroit où se trouve l'écurie. On pense que les vestiges de cette maison ont finalement été enlevés juste avant la construction de la maison en 1748. Cette habitation précédente elle-même a remplacé une ancienne habitation médiévale entourée de douves qui se trouvait juste à l'intérieur de la limite nord de la propriété. Cette zone est maintenant une plantation envahie par la végétation, mais les vestiges de trois bras du fossé existent et retiennent encore l'eau. Au centre se trouve une zone surélevée où se dressait autrefois le bâtiment médiéval. Dans les années 1740, la propriété a été achetée par Andrew Chamber qui est un tisserand prospère de Norwich. Il veut construire une maison de campagne pour sa famille et elle est achevée en 1748 par un architecte et constructeur inconnu. Il semble qu'à un moment donné, Chamber ait eu des difficultés financières et, par conséquent, vend la maison et la propriété à Thomas Cubitt en 1784. Il est capitaine dans la milice d'East Norfolk. Son fils appelé aussi Thomas hérite de la maison et à la suite de son mariage en 1784 s'y installe. C'est Thomas Henry Cubitt qui charge l'éminent architecte John Soane de préparer des plans de modification de la maison. Certaines des recommandations de Soane sont reprises par Cubitt, en particulier l'extension en arc semi-circulaire pleine hauteur sur la façade ouest. En 1792, le paysagiste et architecte Humphry Repton est chargé par Thomas de re-concevoir le terrain. Il est également responsable des travaux sur la maison, notamment la modification de l'esthétique de l'extérieur de la maison. Dans le Gazetteer and Directory of Norfolk 1836, le propriétaire de la maison et seigneur du manoir est Edward Cubitt. La maison et le domaine appartiennent toujours à la famille Cubitt.
Les Cubitt de Honing sont une famille de militaires. Comme déjà mentionné, le premier propriétaire, Thomas Cubitt est capitaine dans la milice East Norfolk ; il est également juge de paix et sous-lieutenant du comté de Norfolk. Edward George Cubitt (1795 - 1865) sert avec les 4e dragons dans la guerre péninsulaire où il est à Burgos et est décoré pour des actions à la bataille de Vitoria, Pampelune et bataille de Toulouse (1814). Il existe une tablette dédiée à la mémoire d'Edouard dans l'église paroissiale Saint-Pierre et Saint-Paul du village de Honing.